# كاجة
كاجة هي قرية في مقاطعة سردشت، إيران. يقدر عدد سكانها بـ 155 نسمة بحسب إحصاء 2016.